# Картезіанство

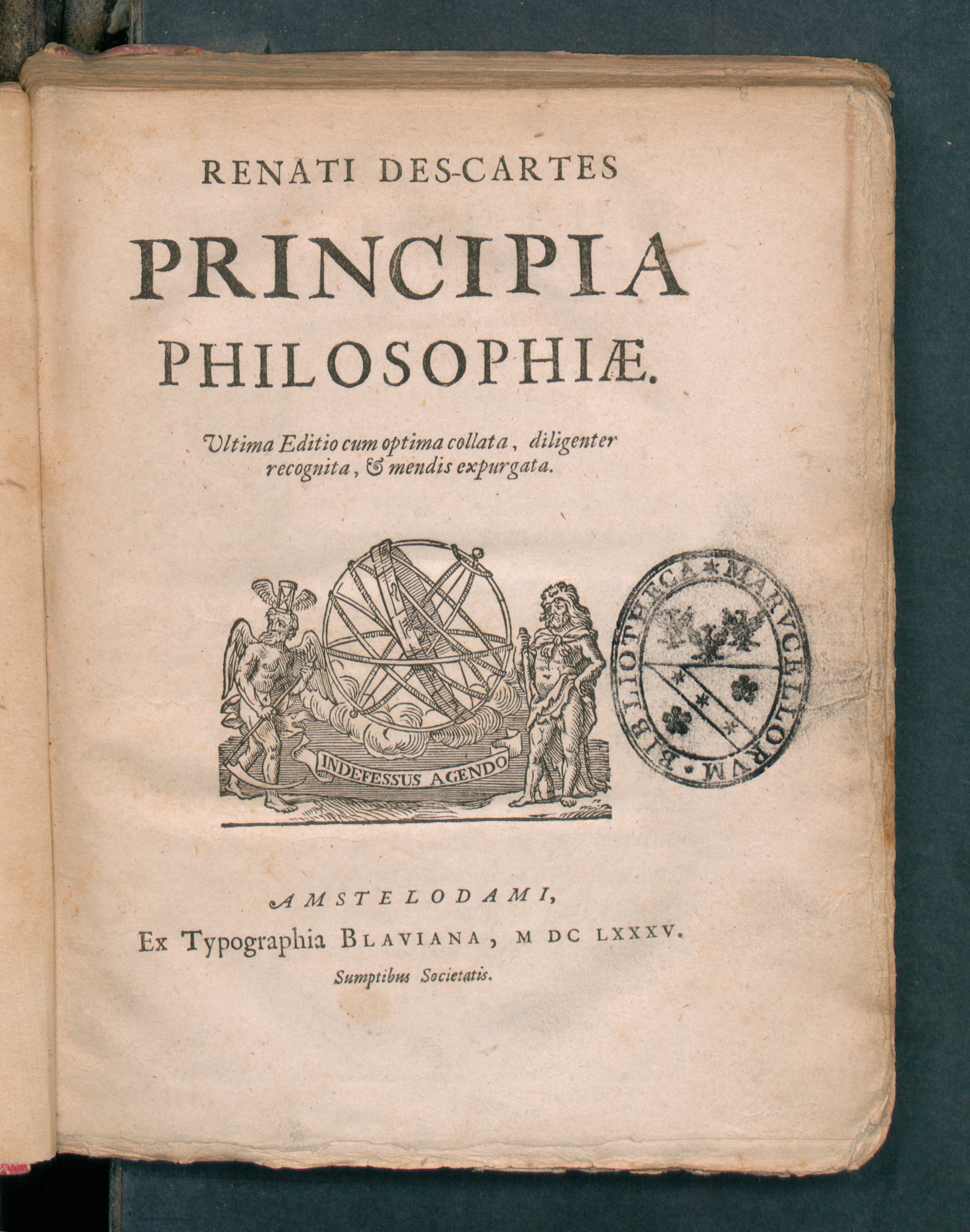
Principia philosophiae, 1685

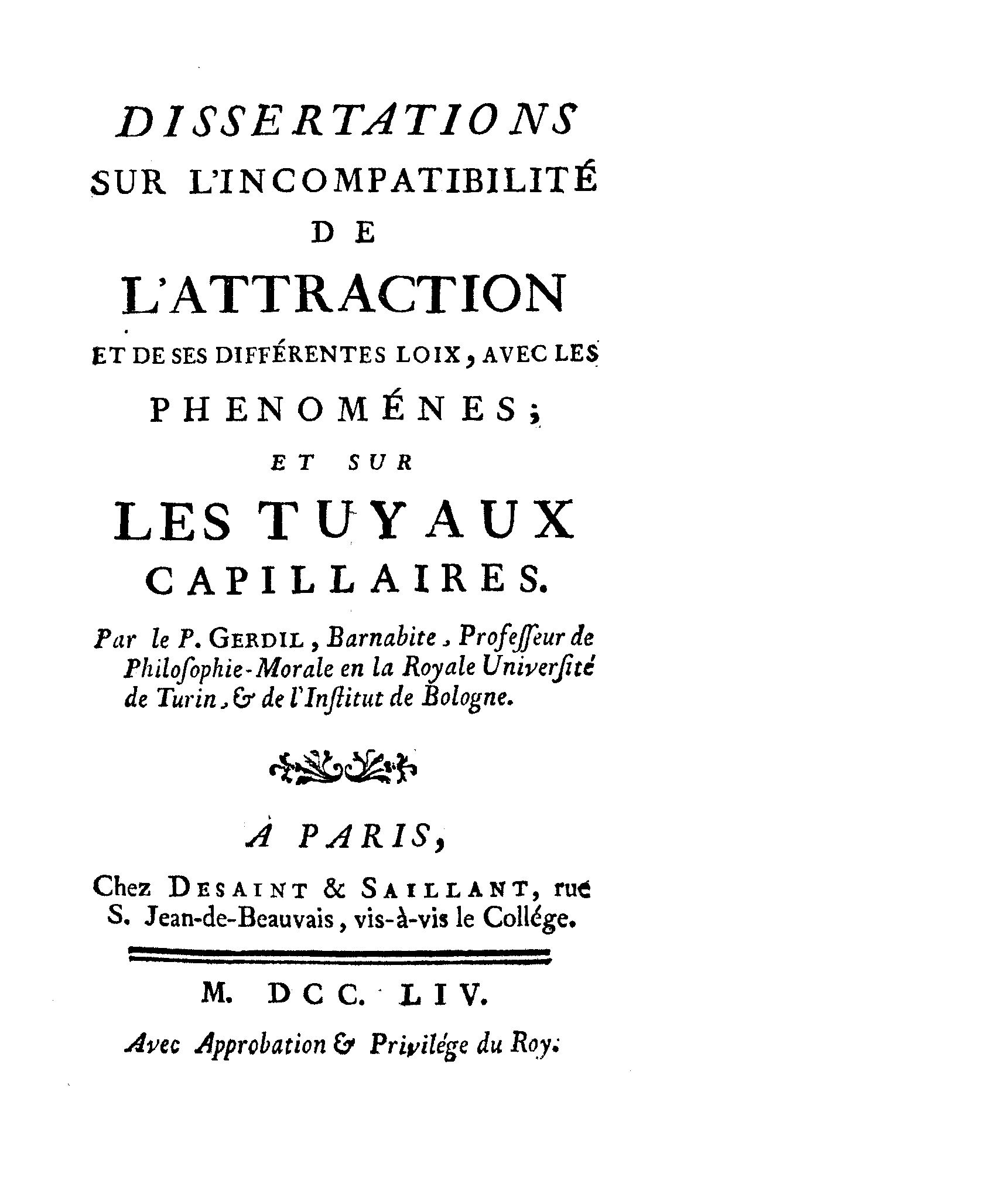
Дослідження Hyacinthe Sigismond Gerdil про несумісність тяжіння і його законів з явищами природи, 1754

Картезіа́нство — сукупність філософських напрямів та течій другої половини XVII ст., серед яких можна знайти навіть взаємовиключні. Картезіанська філософія (Картезій — латиною Декарт) саме у Декарта вбачає свої витоки. Характеризується раціоналізмом, скептицизмом та критикою попередньої схоластичної філософської течії. 

## Представники та їхнє трактування

### Ніколя Мальбранш
Найвідомішим картезіанцем, як правило, визнають Ніколя Мальбранша (1638—1715). Керуючись принципом дуалізму душі та тіла, він розвиває тезу Декарта про надприродну причину першого поштовху матерії до вчення про неможливість існування природних причин. У кожному конкретному випадку спостереження дій та наслідків, за систематичного дослідження конкретного явища ми не здатні виявити кінцевої природної причини. Причина існує, а виявити її можливості немає.
Таким чином, слід визнати, що причини мають надприродний характер — божественний. Розглядаючи ті чи інші властивості речей, він дійшов висновку, що властивість не існує як частина чогось, вона народжується, утворюється саме тоді, коли ми її фіксуємо (як правило, це виявляється у взаємодії предметів). Ніж сам по собі не має властивості різати, він ріже саме тоді, коли ми залучаємо його до відповідної взаємодії предметів. Отже, причиновість виникає щоразу по-новому, тобто утворюється. А якщо вона утворюється, то слід визнати, що є суб'єкт й створення. Таким суб'єктом Мальбранш визнає бога.
Відповідно будується і вчення Мальбранша про пізнання. Він виділяє три типи пізнавальних здібностей: чуттєве пізнання, пам'ять та уява, чистий розум.
Виділяє він і чотири шляхи пізнання:
- безпосередньо через речі;
- через ідеї речей;
- через внутрішнє чуття;
- через уяву або аналогію.

Оскільки цілями пізнання визнається знання причин різних наслідків (а кінцевою причиною є бог), то людина не здатна знати речі повністю, як не здатна знати бога у всій повноті. Таким чином, людські знання не можуть бути копіями речей, знання виявляють себе у вигляді абстрактних уявлень про світ. Найкращою ж формою уявлень про світ є знання ідеї тієї чи іншої речі, як вчив про це ще Платон. Носієм усіх ідей є бог. Таким чином, якщо ми маємо ті чи інші ідеї, то вони надходять до нас від бога.

### Блез Паскаль

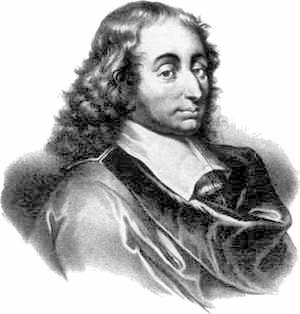
Блез Паскаль

Неоднорідність картезіанства найкраще виявляється на постаті Блеза Паскаля (1623—1662), одного з творців науки Нового часу. Двоїстість природи людини Паскаль поширює на різноманітні прояви суспільних явищ. Людина є поєднанням душі та тіла. Мораль — поєднання доброго та злого. Політика — закону та беззаконня.
Однак ця дуалістичність є причиною нашої нездатності до пізнання світу таким, яким він є. Усе буття, починаючись з чогось кінцевого, має нескінченну багатоманітність проявів, яку не спроможний охопити ніхто з просторово та часом обмежених, окрім творця світу. Існування для нас людей, незалежних субстанцій, які можуть бути лише єднанням духовної та матеріальної (не підкореної законам простору та підкореної законам простору субстанції) субстанції накладає відповідне обмеження: ми сприймаємо матеріальні речі у формах духовності, а духовні речі — у вигляді матеріальності.
Це робить людину безпорадною перед світом, бо такі наші знання вже за своїми визначеннями не відповідають дійсному стану.
Блез Паскаль відомий серед природознавців як видатний математик, фізик, праці з гідростатики та обчислення ймовірностей якого увійшли до золотого фонду класичної науки. Однак саме ці праці надихнули Паскаля на висновок про обмеженість раціоналістичної методології. Його математичні дослідження дали змогу відкрити парадоксальність між проявами реальності та можливостями математики в їхньому охопленні. Дослідження конкретного предмета відкриває необмежену множину інших предметів (світів), які становлять цей взятий для вивчення предмет.
Однак кожен з предметів, що входить у структуру першого, взятого для дослідження, являє нам новий світ необмежених властивостей, об'єктів, структур. Таким чином, ми маємо справу з множиною, що складається з нескінченної кількості елементів, кожен з яких має свою нескінченну кількість елементів, тобто рівний множині, підмножиною якої є він. З погляду математики це відношення дорівнює нулю, але кожна неупереджена людина бачить, що перед цією парадоксальністю світу саме математика нуль, а не світ з його властивостями.
Обмеживши пізнавальні можливості еталона наукового пізнання (а саме таким була в ті часи математика), Паскаль вказує на обмеженість також і чуттєвого пізнання. Таким чином, ані раціоналізм, ані емпіризм не здатні вдовольнити наше прагнення пізнати світ; мислення та розум лише використовують закладені в нас із народження фундаментальні ідеї (Паскаль тут посилається на Декарта). Розглядаючи ці фундаментальні поняття за допомогою того чи іншого наукового методу, ми переконаємося, що раціональних доказів їхньої істинності не існує, а є лише віра, яка спрямовує наші думки та дії на використання ідей. Таким чином, основою буття людини у світі є усвідомлення свого єднання з богом, віра, а не мислення чи розум, ірраціональне, а не раціональне. Здатність єднатися з Богом дана кожному конкретному індивідові по-різному, це містичний процес, який відбувається в людському серці, початок цього процесу лежить в любові до бога.